# A montenegrói labdarúgó-válogatott mérkőzései
Az alábbi listában időrendben szerepelnek a montenegrói labdarúgó-válogatott által játszott mérkőzések.
| Jelmagyarázat                                           |
| ------------------------------------------------------- |
| A montenegrói válogatott győzelmével végződött mérkőzés |
| Döntetlennel végződött mérkőzés                         |
| A montenegrói válogatott vereségével végződött mérkőzés |

A gólszerzőknél a félkövér betűvel kiemeltek azok akik a montenegrói válogatottnak szereztek gólt. A gólszerzők neve mellett a zárójelben benne van, hogy melyik percben szerezte a találatot a játékos, mellette a pen az a büntetőt, az og az öngólt jelöli.
Frissítve: 2020. november 27.

## 2007
| Dátum                | Helyszín              | Ellenfél     | Eredmény (félidő) | Gólszerző(k)                                          | Típus      |
| -------------------- | --------------------- | ------------ | ----------------- | ----------------------------------------------------- | ---------- |
| 2007. március 26.    | Podgorica, Montenegró | Magyarország | 2:1 (0:1)         | Priskin (1'), Vučinić (63' pen), Burzanović (83' pen) | Barátságos |
| 2007. június 1.      | Fukoroi, Japán        | Japán        | 0:2 (0:2)         | Nakazawa (23'), Takahara (38')                        | Kirin Kupa |
| 2007. június 3.      | Matsumoto, Japán      | Kolumbia     | 0:1 (0:1)         | Falcao (33')                                          | Kirin Kupa |
| 2007. augusztus 22.  | Podgorica, Montenegró | Szlovénia    | 1:1 (1:1)         | Vučinić (28' pen), Vršič (42')                        | Barátságos |
| 2007. szeptember 12. | Podgorica, Montenegró | Svédország   | 1:2 (1:0)         | Vučinić (16'), Rosenberg (71'), Prica (75')           | Barátságos |
| 2007. október 17.    | Tallin, Észtország    | Észtország   | 1:0 (1:0)         | Vučinić (41')                                         | Barátságos |

## 2008
| Dátum                | Helyszín               | Ellenfél     | Eredmény (félidő) | Gólszerző(k)                                                             | Típus                |
| -------------------- | ---------------------- | ------------ | ----------------- | ------------------------------------------------------------------------ | -------------------- |
| 2008. március 26.    | Podgorica, Montenegró  | Norvégia     | 3:1 (2:0)         | Burzanović (7'), Bošković (37'), Đalović (60'), Carew (72')              | Barátságos           |
| 2008. május 27.      | Podgorica, Montenegró  | Kazahsztán   | 3:0 (3:0)         | Đalović (15', 45'), Drinčić (21')                                        | Barátságos           |
| 2008. május 31.      | Bukarest, Románia      | Románia      | 0:4 (0:1)         | Mutu (15'), Ghionea (49'), Dică (55', 69')                               | Barátságos           |
| 2008. augusztus 20.  | Budapest, Magyarország | Magyarország | 3:3 (1:1)         | Priskin (29'), Jovetić (45', 68'), Vukčević (51'), Hajnal (55', 88' pen) | Barátságos           |
| 2008. szeptember 6.  | Podgorica, Montenegró  | Bulgária     | 2:2 (0:1)         | Petrov (11'), Vučinić (61'), Jovetić (82' pen), Georgiev (90+2')         | 2010-es VB selejtező |
| 2008. szeptember 10. | Podgorica, Montenegró  | Írország     | 0:0 (0:0)         |                                                                          | 2010-es VB selejtező |
| 2008. október 15.    | Lecce, Olaszország     | Olaszország  | 1:2 (1:2)         | Aquilani (8', 29'), Vučinić (19')                                        | 2010-es VB selejtező |
| 2008. november 19.   | Podgorica, Montenegró  | Macedónia    | 2:1 (2:0)         | Džudović (24'), Jovetić (33' pen), Popov (85' pen)                       | Barátságos           |

## 2009
| Dátum               | Helyszín              | Ellenfél         | Eredmény (félidő) | Gólszerző(k)                                                                          | Típus                |
| ------------------- | --------------------- | ---------------- | ----------------- | ------------------------------------------------------------------------------------- | -------------------- |
| 2009. március 28.   | Podgorica, Montenegró | Olaszország      | 0:2 (0:1)         | Pirlo (11' pen), Pazzini (73')                                                        | 2010-es VB selejtező |
| 2009. április 1.    | Tbiliszi, Grúzia      | Grúzia           | 0:0 (0:0)         |                                                                                       | 2010-es VB selejtező |
| 2009. június 6.     | Lárnaka, Ciprus       | Ciprus           | 2:2 (0:2)         | Konstantinou (13'), Michael (45' pen), Damjanović (65', 77')                          | 2010-es VB selejtező |
| 2009. augusztus 12. | Podgorica, Montenegró | Wales            | 2:1 (2:0)         | Jovetić (28' pen), Đalović (45'), Vokes (52')                                         | Barátságos           |
| 2009. szeptember 5. | Szófia, Bulgária      | Bulgária         | 1:4 (1:1)         | Jovetić (9'), Kishisev (45+1'), Telkiyski (49'), Berbatov (83'), Domovchiyski (90+1') | 2010-es VB selejtező |
| 2009. szeptember 9. | Podgorica, Montenegró | Ciprus           | 1:1 (0:0)         | Vučinić (56'), Okász (63')                                                            | 2010-es VB selejtező |
| 2009. október 10.   | Podgorica, Montenegró | Grúzia           | 2:1 (1:0)         | Batak (13'), Vladimir (45'), Delibašić (78')                                          | 2010-es VB selejtező |
| 2009. október 14.   | Dublin, Írország      | Írország         | 0:0 (0:0)         |                                                                                       | 2010-es VB selejtező |
| 2009. november 18.  | Podgorica, Montenegró | Fehéroroszország | 1:0 (0:0)         | Vučinić (80')                                                                         | Barátságos           |

## 2010
| Dátum               | Helyszín              | Ellenfél       | Eredmény (félidő) | Gólszerző(k)                                   | Típus                |
| ------------------- | --------------------- | -------------- | ----------------- | ---------------------------------------------- | -------------------- |
| 2010. március 3.    | Szkopje, Macedónia    | Macedónia      | 1:2 (0:2)         | Naumoski (27'), Pandev (30'), Baša (62')       | Barátságos           |
| 2010. május 25.     | Podgorica, Montenegró | Albánia        | 0:1 (0:0)         | Salihi (79')                                   | Barátságos           |
| 2010. május 29.     | Oslo, Norvégia        | Norvégia       | 1:2 (0:1)         | Grindheim (44'), Vučinić (82'), Pedersen (89') | Barátságos           |
| 2010. augusztus 11. | Podgorica, Montenegró | Észak-Írország | 2:0 (1:0)         | Đalović (43' , 59')                            | Barátságos           |
| 2010. szeptember 3. | Podgorica, Montenegró | Wales          | 1:0 (1:0)         | Vučinić (30')                                  | 2012-es EB selejtező |
| 2010. szeptember 7. | Szófia, Bulgária      | Bulgária       | 1:0 (1:0)         | Zverotić (36')                                 | 2012-es EB selejtező |
| 2010. október 8.    | Podgorica, Montenegró | Svájc          | 1:0 (0:0)         | Vučinić (68')                                  | 2012-es EB selejtező |
| 2010. október 12.   | London, Anglia        | Anglia         | 0:0 (0:0)         |                                                | 2012-es EB selejtező |
| 2010. november 17.  | Podgorica, Montenegró | Azerbajdzsán   | 2:0 (0:0)         | Pejović (63'), Bećiraj (74')                   | Barátságos           |

## 2011
| Dátum               | Helyszín              | Ellenfél    | Eredmény (félidő) | Gólszerző(k)                                               | Típus                            |
| ------------------- | --------------------- | ----------- | ----------------- | ---------------------------------------------------------- | -------------------------------- |
| 2011. március 25.   | Podgorica, Montenegró | Üzbegisztán | 1:0 (0:0)         | Vukčević (90')                                             | Barátságos                       |
| 2011. június 11.    | Podgorica, Montenegró | Bulgária    | 1:1 (0:0)         | Đalović (53'), Popov (66')                                 | 2012-es EB selejtező             |
| 2011. augusztus 10. | Shkodra, Albánia      | Albánia     | 2:3 (1:1)         | Bogdani (32'), Saviċ (40', 47'), Hyka (64'), Salihi (70')  | Barátságos                       |
| 2011. szeptember 2. | Cardiff, Wales        | Wales       | 1:2 (0:1)         | Morison (29'), Ramsey (50'), Jovetić (71')                 | 2012-es EB selejtező             |
| 2011. október 7.    | Podgorica, Montenegró | Anglia      | 2:2 (1:2)         | Young (10'), Bent (31'), Zverotić (45'), Delibašić (90+1') | 2012-es EB selejtező             |
| 2011. október 11.   | Bázel, Svájc          | Svájc       | 0:2 (0:0)         | Derdiyok (51'), Lichtsteiner (65')                         | 2012-es EB selejtező             |
| 2011. november 11.  | Prága, Csehország     | Csehország  | 0:2 (0:0)         | Pilař (63'), Sivok (90+2')                                 | 2012-es EB selejtező (rájátszás) |
| 2011. november 15.  | Podgorica, Montenegró | Csehország  | 0:1 (0:0)         | Jiráček (81')                                              | 2012-es EB selejtező (rájátszás) |

## 2012
| Dátum                | Helyszín               | Ellenfél      | Eredmény (félidő) | Gólszerző(k)                                                                | Típus                |
| -------------------- | ---------------------- | ------------- | ----------------- | --------------------------------------------------------------------------- | -------------------- |
| 2012. február 29.    | Podgorica, Montenegró  | Izland        | 2:1 (0:0)         | Jovetić (56', 88'), Finnbogason (79')                                       | Barátságos           |
| 2012. május 25.      | Brüsszel, Belgium      | Belgium       | 2:2 (1:2)         | Vučinić (5'), Mirallas (25'), Hazard (34' pen), Drinčić (76')               | Barátságos           |
| 2012. augusztus 15.  | Podgorica, Montenegró  | Lettország    | 2:0 (1:0)         | Jovetić (36'), Kasalica (76')                                               | Barátságos           |
| 2012. szeptember 7.  | Podgorica, Montenegró  | Lengyelország | 2:2 (2:1)         | Błaszczykowski (6' pen), Drinčić (27'), Vučinić (45+2'), Mierzejewski (55') | 2014-es VB selejtező |
| 2012. szeptember 11. | Serravalle, San Marino | San Marino    | 6:0 (2:0)         | Đorđeviċ (24'), Bećiraj (26', 51'), Zverotić (69'), Delibašić (78', 82')    | 2014-es VB selejtező |
| 2012. október 16.    | Kijev, Ukrajna         | Ukrajna       | 1:0 (1:0)         | Damjanović (45')                                                            | 2014-es VB selejtező |
| 2012. november 14.   | Podgorica, Montenegró  | San Marino    | 3:0 (2:0)         | Delibašić (14' , 31'), Zverotić (68')                                       | 2014-es VB selejtező |

## 2013
| Dátum               | Helyszín                   | Ellenfél         | Eredmény (félidő) | Gólszerző(k)                                                                              | Típus                |
| ------------------- | -------------------------- | ---------------- | ----------------- | ----------------------------------------------------------------------------------------- | -------------------- |
| 2013. március 22.   | Chișinău, Moldova          | Moldova          | 1:0 (0:0)         | Vučinić (78')                                                                             | 2014-es VB selejtező |
| 2013. március 26.   | Podgorica, Montenegró      | Anglia           | 1:1 (0:1)         | Rooney (6'), Damjanović (76')                                                             | 2014-es VB selejtező |
| 2013. június 7.     | Podgorica, Montenegró      | Ukrajna          | 0:4 (0:0)         | Harmas (52'), Konopljanka (77'), Fedeckij (85'), Bezus (90+3')                            | 2014-es VB selejtező |
| 2013. augusztus 14. | Zhodzina, Fehéroroszország | Fehéroroszország | 1:1 (0:1)         | Kornilenko (16' pen), Vučinić (62')                                                       | Barátságos           |
| 2013. szeptember 6. | Varsó, Lengyelország       | Lengyelország    | 1:1 (1:1)         | Damjanović (11'), Lewandowski (16')                                                       | 2014-es VB selejtező |
| 2013. október 11.   | London, Anglia             | Anglia           | 1:4 (0:0)         | Rooney (49'), Bošković (62' o.g.), Damjanović (71'), Townsend (78'), Sturridge (90+3')    | 2014-es VB selejtező |
| 2013. október 15.   | Podgorica, Montenegró      | Moldova          | 2:5 (0:1)         | Antoniuc (28', 89'), Jovetić (55' pen, 90+1'), Armaș (62'), Sidorenco (64'), Ioniță (73') | 2014-es VB selejtező |
| 2013. november 17.  | Luxembourg, Luxembourg     | Luxembourg       | 4:1 (1:0)         | Baša (38' pen), Zverotić (57'), Deville (67'), Jovanović (70'), Ćetković (81')            | Barátságos           |

## 2014
| Dátum               | Helyszín              | Ellenfél      | Eredmény (félidő) | Gólszerző(k)                        | Típus                |
| ------------------- | --------------------- | ------------- | ----------------- | ----------------------------------- | -------------------- |
| 2014. március 5.    | Podgorica, Montenegró | Ghána         | 1:0 (1:0)         | Damjanović (1' pen)                 | Barátságos           |
| 2014. május 23.     | Szenc, Szlovákia      | Szlovákia     | 0:2 (0:1)         | Weiss (44'), Jendrišek (85')        | Barátságos           |
| 2014. május 26.     | Hartberg, Ausztria    | Irán          | 0:0 (0:0)         |                                     | Barátságos           |
| 2014. szeptember 8. | Podgorica, Montenegró | Moldova       | 2:0 (1:0)         | Vučinić (45+3'), Tomašević (73')    | 2016-os EB selejtező |
| 2014. október 9.    | Vaduz, Liechtenstein  | Liechtenstein | 0:0 (0:0)         |                                     | 2016-os EB selejtező |
| 2014. október 12.   | Bécs, Ausztria        | Ausztria      | 0:1 (0:1)         | Okotie (24')                        | 2016-os EB selejtező |
| 2014. november 15.  | Podgorica, Montenegró | Svédország    | 1:1 (0:1)         | Ibrahimović (9'), Jovetić (80' pen) | 2016-os EB selejtező |

## 2015
| Dátum               | Helyszín              | Ellenfél      | Eredmény (félidő) | Gólszerző(k)                                                                  | Típus                |
| ------------------- | --------------------- | ------------- | ----------------- | ----------------------------------------------------------------------------- | -------------------- |
| 2015. március 27.   | Podgorica, Montenegró | Oroszország   | 0:3               |                                                                               | 2016-os EB selejtező |
| 2015. június 8.     | Viborg, Dánia         | Dánia         | 1:2 (1:0)         | Jovetić (17'), Eriksen (71'), Fischer (86')                                   | Barátságos           |
| 2015. június 14.    | Solna, Svédország     | Svédország    | 1:3 (0:3)         | Berg (37'), Ibrahimović (40', 44'), Damjanović (64')                          | 2016-os EB selejtező |
| 2015. szeptember 5. | Podgorica, Montenegró | Liechtenstein | 2:0 (1:0)         | Bećiraj (38'), Jovetić (56')                                                  | 2016-os EB selejtező |
| 2015. szeptember 8. | Chișinău, Moldova     | Moldova       | 2:0 (1:0)         | Saviċ (9'), Racu (65' o.g.)                                                   | 2016-os EB selejtező |
| 2015. október 9.    | Podgorica, Montenegró | Ausztria      | 2:3 (1:0)         | Vučinić (32'), Janko (56'), Bećiraj (68'), Arnautović (81'), Sabitzer (90+2') | 2016-os EB selejtező |
| 2015. október 12.   | Moszkva, Oroszország  | Oroszország   | 0:2 (0:2)         | Kuzmin (34'), Kokorin (37')                                                   | 2016-os EB selejtező |
| 2015. november 12.  | Szkopje, Macedónia    | Macedónia     | 1:4 (0:3)         | Sikov (34'), Trajkovski (38', 40', 63'), Jovetić (88')                        | Barátságos           |

## 2016
| Dátum               | Helyszín              | Ellenfél         | Eredmény (félidő) | Gólszerző(k)                                                                      | Típus                |
| ------------------- | --------------------- | ---------------- | ----------------- | --------------------------------------------------------------------------------- | -------------------- |
| 2016. március 24.   | Pireusz, Görögország  | Görögország      | 1:2 (0:0)         | Dzavélasz (54'), Tomašević (56'), Karelis (63')                                   | Barátságos           |
| 2016. március 29.   | Podgorica, Montenegró | Fehéroroszország | 0:0 (0:0)         |                                                                                   | Barátságos           |
| 2016. május 29.     | Antalya, Törökország  | Törökország      | 0:1 (0:0)         | Topal (90+4')                                                                     | Barátságos           |
| 2016. szeptember 4. | Kolozsvár, Románia    | Románia          | 1:1 (0:0)         | Popa (85'), Jovetić (87')                                                         | 2018-as VB selejtező |
| 2016. október 8.    | Podgorica, Montenegró | Kazahsztán       | 5:0 (1:0)         | Tomašević (24'), Vukčević (59'), Jovetić (64'), Bećiraj (73'), Saviċ (78')        | 2018-as VB selejtező |
| 2016. október 11.   | Koppenhága, Dánia     | Dánia            | 1:0 (1:0)         | Bećiraj (32')                                                                     | 2018-as VB selejtező |
| 2016. november 11.  | Jereván, Örményország | Örményország     | 2:3 (2:0)         | Kojašević (36'), Jovetić (38'), Grigoryan (50'), Haroyan (74'), Ghazaryan (90+3') | 2018-as VB selejtező |

## 2017
| Dátum               | Helyszín              | Ellenfél      | Eredmény (félidő) | Gólszerző(k)                                                                                           | Típus                |
| ------------------- | --------------------- | ------------- | ----------------- | --- | -------------------- |
| 2017. március 26.   | Podgorica, Montenegró | Lengyelország | 1:2 (0:1)         | Lewandowski (40'), Mugoša (62'), Piszczek (81')                                                        | 2018-as VB selejtező |
| 2017. június 4.     | Podgorica, Montenegró | Irán          | 1:2 (1:1)         | Azmun (10', 81'), Jovetić (32')                                                                        | Barátságos           |
| 2017. június 10.    | Podgorica, Montenegró | Örményország  | 4:1 (2:0)         | Bećiraj (2'), Jovetić (28', 54', 82'), Koryan (89')                                                    | 2018-as VB selejtező |
| 2017. szeptember 1. | Asztana, Kazahsztán   | Kazahsztán    | 3:0 (1:0)         | Vešović (31'), Bećiraj (53'), Simić (63')                                                              | 2018-as VB selejtező |
| 2017. szeptember 4. | Podgorica, Montenegró | Románia       | 1:0 (0:0)         | Jovetić (75')                                                                                          | 2018-as VB selejtező |
| 2017. október 5.    | Podgorica, Montenegró | Dánia         | 0:1 (0:1)         | Eriksen (16')                                                                                          | 2018-as VB selejtező |
| 2017. október 8.    | Varsó, Lengyelország  | Lengyelország | 2:4 (0:2)         | Mączyński (6'), Grosicki (16'), Mugoša (78'), Tomašević (83'), Lewandowski (85'), Stojković (87' o.g.) | 2018-as VB selejtező |

## 2018
| Dátum                | Helyszín              | Ellenfél            | Eredmény (félidő) | Gólszerző(k)                                                           | Típus                         |
| -------------------- | --------------------- | ------------------- | ----------------- | ---------------------------------------------------------------------- | ----------------------------- |
| 2018. március 23.    | Nicosia, Ciprus       | Ciprus              | 0:0 (0:0)         |                                                                        | Barátságos                    |
| 2018. március 27.    | Podgorica, Montenegró | Törökország         | 2:2 (1:2)         | Ünder (11'), Yokuşlu (23'), Ivanić (45'), Mugoša (87')                 | Barátságos                    |
| 2018. május 28.      | Zenica, BiH           | Bosznia-Hercegovina | 0:0 (0:0)         |                                                                        | Barátságos                    |
| 2018. június 2.      | Podgorica, Montenegró | Szlovénia           | 0:2 (0:1)         | Bezjak (39' pen), Zajc (79')                                           | Barátságos                    |
| 2018. szeptember 7.  | Ploiești, Románia     | Románia             | 0:0 (0:0)         |                                                                        | UEFA Nemzetek Ligája (C liga) |
| 2018. szeptember 10. | Podgorica, Montenegró | Litvánia            | 2:0 (2:0)         | Savić (34' pen),Janković (36')                                         | UEFA Nemzetek Ligája (C liga) |
| 2018. október 11.    | Podgorica, Montenegró | Szerbia             | 0:2 (0:1)         | Mitrović (18' pen, 81')                                                | UEFA Nemzetek Ligája (C liga) |
| 2018. október 14.    | Vilnius, Litvánia     | Litvánia            | 1:4 (0:1)         | Mugoša (10' pen, 45+1'), Kopitović (35'), Zorić (86'), Baravykas (88') | UEFA Nemzetek Ligája (C liga) |
| 2018. november 17.   | Belgrád, Szerbia      | Szerbia             | 2:1 (2:0)         | Ljajić (30'), Mitrović (32'), Mugoša (70')                             | UEFA Nemzetek Ligája (C liga) |
| 2018. november 20.   | Podgorica, Montenegró | Románia             | 0:1 (0:1)         | Țucudean (44')                                                         | UEFA Nemzetek Ligája (C liga) |

## 2019
| Dátum                | Helyszín              | Ellenfél         | Eredmény (félidő) | Gólszerző(k)                                                                                     | Típus                            |
| -------------------- | --------------------- | ---------------- | ----------------- | ------------------------------------------------------------------------------------------------ | -------------------------------- |
| 2019. március 22.    | Szófia, Bulgária      | Bulgária         | 1:1 (0:1)         | Mugoša (50'), Nedelev (82' pen)                                                                  | 2020-as Európa-bajnoki selejtező |
| 2019. március 25.    | Podgorica, Montenegró | Anglia           | 1:5 (1:2)         | Vešović (18'), Keane (30'), Barkley (39', 59'), Kane (71'), Sterling (81')                       | 2020-as Európa-bajnoki selejtező |
| 2019. június 7.      | Podgorica, Montenegró | Koszovó          | 1:1 (0:1)         | Rashica (24'), Mugoša (69')                                                                      | 2020-as Európa-bajnoki selejtező |
| 2019. június 10.     | Olomouc, Csehország   | Csehország       | 3:0 (1:0)         | Jankto (18'), Koptović (49' og), Schick (82' pen)                                                | 2020-as Európa-bajnoki selejtező |
| 2019. szeptember 5.  | Podgorica, Montenegró | Magyarország     | 2:1 (1:1)         | Holender (2'), Kosović (32'), Mugoša (75' pen)                                                   | Barátságos                       |
| 2019. szeptember 10. | Podgorica, Montenegró | Csehország       | 0:3 (0:0)         | Souček (54'), Masopust (58'), Darida (90+5' pen)                                                 | 2020-as Európa-bajnoki selejtező |
| 2019. október 11.    | Podgorica, Montenegró | Bulgária         | 0:0 (0:0)         |                                                                                                  | 2020-as Európa-bajnoki selejtező |
| 2019. október 14.    | Pristina, Koszovó     | Koszovó          | 2:0 (2:0)         | Rrahmani (10'), Muriqi (35')                                                                     | 2020-as Európa-bajnoki selejtező |
| 2019. november 14.   | London, Anglia        | Anglia           | 7:0 (5:0)         | Oxlade-Chamberlain (11'), Kane (19', 24', 37') ,Rashford (30'), Šofranac (66' og), Abraham (84') | 2020-as Európa-bajnoki selejtező |
| 2019. november 19.   | Podgorica, Montenegró | Fehéroroszország | 2:0 (2:0)         | Mugoša (9'), Hakšabanović (14')                                                                  | Barátságos                       |

## 2020
| Dátum               | Helyszín               | Ellenfél     | Eredmény (félidő) | Gólszerző(k)                                     | Típus                         |
| ------------------- | ---------------------- | ------------ | ----------------- | ------------------------------------------------ | ----------------------------- |
| 2020. szeptember 5. | Nicosia, Ciprus        | Ciprus       | 0:2 (0:0)         | Jovetić (60', 73')                               | UEFA Nemzetek Ligája (C liga) |
| 2020. szeptember 8. | Luxembourg, Luxemburg  | Luxemburg    | 0:1 (0:0)         | Bećiraj (90+3' pen)                              | UEFA Nemzetek Ligája (C liga) |
| 2020. október 7.    | Podgorica, Montenegró  | Lettország   | 1:1 (0:1)         | Tarasovs (26'), Ivanović (90+1')                 | Barátságos                    |
| 2020. október 10.   | Podgorica, Montenegró  | Azerbajdzsán | 2:0 (1:0)         | Jovetić (9'), Ivanović (71')                     | UEFA Nemzetek Ligája (C liga) |
| 2020. november 11.  | Podgorica, Montenegró  | Luxemburg    | 1:2 (1:1)         | Ivanović (34'), Muratović (42'), Sinani (86')    | UEFA Nemzetek Ligája (C liga) |
| 2020. november 11.  | Podgorica, Montenegró  | Kazahsztán   | 0:0 (0:0)         |                                                  | Barátságos                    |
| 2020. november 14.  | Zaprešić, Horvátország | Azerbajdzsán | 0:0 (0:0)         |                                                  | UEFA Nemzetek Ligája (C liga) |
| 2020. november 17.  | Podgorica, Montenegró  | Ciprus       | 4:0 (3:0)         | Jovetić (14'), Boljević (25', 28'), Mugoša (60') | UEFA Nemzetek Ligája (C liga) |